# Étienne II de Mercœur
Étienne de Mercœur, mort en 1053, est un prélat français du XIe siècle. 

## Biographie
Étienne de Mercœur, neveu de saint Odilon, abbé de Cluny, cadet de la noble famille de Mercœur, en Auvergne, est proclamé évêque du Puy vers 1030.
En 1051, Étienne II fait le voyage de Rome pour porter au pape Léon IX quelques plaintes dont la cause n'est plus connue. L'évêque obtient l'estime du Saint-Père, que celui-ci, pour lui en donner un témoignage éclatant, renouvelle en sa faveur l'exemption concédée jadis par Sylvestre II à Théotard. C'est en souvenir de ce privilège que le pape accorde à Étienne de Mercœur et à tous ses successeurs au siège du Puy, l'insigne décoration du pallium, jusque-là réservée aux archevêques. Sous l'épiscopat d'Étienne de Mercœur, deux chanoines de sa cathédrale, Arbert et Rostaing, cèdent en 1043 le désert de La Chaise-Dieu, situé en Auvergne, sur les frontières du Velay, à Saint Robert, qui y jette les fondements de la célèbre abbaye de ce nom.
Il est remplacé comme évêque du Puy par son neveu Pierre de Mercœur.